# وادي العجيج
وادي العجيج أحد وديان العراق يقع غرب مدينة الموصل مركز محافظة نينوى شمال العراق، يعد حوض الوادي أحد الاحواض الكبيرة في القسم الغربي من اقليم الجزيرة الجنوبي من العراق، حوض الوادي جاف يفيض بالماء من الأمطار في فصل سقوطها، تبدأ منابعه من السفوح الجنوبية لتحدب سنجار وجريبي وتنحد بشكل عام نحو الجنوب والجنوب الغربي، يحد الحوض من الشمال تحدب سنجار وجريبي ومن الشرق حوض وادي الثرثار وحوض صنصيله من الجنوب، من حيث التربة فأن مساحة كبيرة من حوض وادي العجيج تقدر 60 % تغطيها التربة الطينية الحمراء وهي ترب تتكون من الطين الرملي والغريني.